# Alrededores de Lambayeque
Lambayeque es una Región del Perú, cuya capital es la ciudad de Chiclayo.
Los sitios más interesantes para visitar son:

## Batán Grande
(Sicán), complejo arqueológico ubicado a 40 km al sudoeste de Chiclayo y a una hora aproximadamente en automóvil. Ocupa unos 46 km² y está conformado por 20 estructuras preincaicas como Las Ventanas (de donde se extrajo el Tumi de Oro), La Mayanga, Lucía, La Merced, Cholope, Rodillona, entre otras. Aquí se desarrolló la cultura Sicán (Casa de la Luna). 
En el centro de interpretación de Batán, se ha previsto una zona segura para acampar. A pocos metros de este lugar hay un árbol milenario, un algarrobo de edad incalculable, que es centro de numerosas leyendas. Lugar místico cargado de una gran energía, es preferido por brujos y chamanes para realizar sus mesas y ritos.

## Sipán
A 35 km de Chiclayo. Conocido mundialmente por las excavaciones realizadas en Huaca Rajada que dieron como resultado el hallazgo de los restos del Señor de Sipán, donde además se encontraron objetos de oro, plata, cobre, vasijas indumentarias y objetos personales de gran valor. Allí se puede visitar el Museo Tumbas Reales de Sipán El cual se está dando a conocer mundialmente por sus grandes riquezas arquitectónicas las cuales dan un gran legado histórico al país.

## Túcume
Este complejo se ubica a 35 km al norte de Chiclayo y a 2 km del pueblo de Sipán, a 30 minutos en transporte público.
Se le llama el Valle de las Pirámides por tener construcciones con esa forma.
Son un total de 26 pirámides distribuidas en una extensión de 200 ha.
Destacan en sus inmediaciones las Huacas del Pueblo, La Raya, El Sol y Las Estacas.
La construcción de estas pirámides o huacas comenzó en el siglo X. Túcume fue la última capital del Reino Lambayeque, según la leyenda, su fundador sería Collac, descendiente de Naylamp. Asentado en la zona conocida como Bosque de Pómac, en Sicán. 
Huaca Larga es el edificio más grande, sus dimensiones son impresionantes: 700 m de largo, 280 m de ancho máximo y 30 m de altura. Es el edificio de adobe más grande de Sudamérica. Se ha descubierto pintura mural en sus plazas rodeadas de banquetas, muros con hornacinas y galerías techadas.

## El bosque de Pómac
El Santuario Historio '''Bosque de Pomac''' fue declarado como área natural protegida (ANP) mediante DS 034-2001-AG el 1-JUN-2001 ubicada a 31.5 km de la ciudad de Chiclayo en el distrito de Pítipo, provincia de Ferreñafe, región Lambayeque y protege la mayor y más densa formación de algarrobos del planeta. Sus 5,887.38 hectáreas conforman un lugar fascinante donde la diversidad biológica y cultural de este país se fusionan para ofrecerle al visitante una mezcla inolvidable de naturaleza e historia. En el SHBP se conservan especies típicas del bosque seco y 36 pirámides de la Cultura Sicán. El Bosque de Pómac recibió la categoría de Santuario Histórico en junio del 2001; anteriormente tenía la categoría de Zona Reservada de Batán Grande.
Es una zona boscosa, ecológicamente única, donde florecen algarrobos, guarangos, zapote y vichayos. Esta vegetación es común encontrarla en los desiertos costeros, y es aquí donde concentra la mayor densidad en el mundo. 

### Fauna
Es hábitat natural de especies como el oso hormiguero, ardillas, iguanas, zorrillos, hurones, serpientes como el macanche, la boa, otras especies y miles de insectos propios del desierto, posee además una gran variedad de aves.
Los bosques de algarrobos propios del Santuario son los que presentan las mejores condiciones de refugio y alimento para los animales silvestres, especialmente para las aves. 
Se pueden apreciar especies silvestres de origen amazónico, como el oso hormiguero y la Macanche, así como especies endémicas tumbesinas tales como la Chiroca, y la ardilla nuca blanca. Se han reportado la existencia de 48 especies de aves, de las 305 especies registradas para los bosques secos del noroeste, 7 de mamíferos y 9 reptiles, de las cuales 8 están amenazados. (CDC - UNALM, 1992). La distribución de mamíferos guarda similar proporción de acuerdo a los tipos de bosque, siendo la población más alta la de ardillas nuca blanca (Sciurus stramineus) y la más baja, el oso hormiguero (Tamandua mexicana). Entre los reptiles, la que más abunda es la iguana (Iguana iguana).	 
El Santuario se encuentra en relativo buen estado de conservación; la comunidad boscosa denominada Algarrobal, es el paisaje predominante en la costa norte de nuestro país. Es considerado el último algarrobal denso del Perú, y el más antiguo del mundo en su género, en dónde se conserva intacta su composición florística. Los algarrobales están asociados principalmente a especies como: Sapote, en menor proporción Faique y Palo Verde; arbustos tales como Cun Cun, Bichayo, y muchas herbáceas.

## Chaparri
El Área de Conservación Privada Chaparrí fue establecida oficialmente mediante RM 1324-2001-AG el 19-DIC-2001 y modifcada mediante RM 153-2011 el 19-JUL-2011.
Con 34,412 has, sus objetivos son la rehabilitación y reintroducción de especies de fauna silvestre en peligro de extinción y la protección de los bosques secos y especies de fauna existentes. Ya se han insertado especies entre ellas tenemos a auquénidos como llamas y guanacos, la pava aliblanca, osos de antojos y venados; además existen un total de 223 aves, entre las más preferidas por los observadores son el pitajo de tumbes, la bandurria, loro esmeralda, pava aliblanca, colibrí, chisco, chilala, etc. En esta área el visitante puede recorrer la ruta de las pavas, la huachuma y del oso de anteojos; a la ruta de las pavas sólo tienen acceso los estudiosos o científicos que desean saber la reproducción de esta especie. Además, se tiene la posibilidad de entrar en íntimo contacto con la naturaleza. Así, podemos disfrutar del olor de diversas especies de árboles y plantas, de la coquetería de la pava aliblanca, de la mirada cautelosa de un zorro o del tierno galopar de un venado. 
La reserva debe su nombre a la espectacular montaña llamada cerro Chaparrí que domina el paisaje y fue considerada sagrada por la Cultura Mochica y lo sigue siendo para los chamanes de todo el Perú. Actualmente, esta reserva ha sido beneficiada con un conjunto de infraestructura básicamente orientada a dar una mejor atención a los turistas de naturaleza que la visitan. Esta contribución ha sido brindada por la Fundación Ayuda en Acción y la ONG CIPDES, quienes hicieron entrega de las obras entre las que destacan: un centro de administración turística y producción artesanal, albergues turísticos, un centro de interpretación, casetas de observación de aves, paradores turísticos y puente colgante, entre otras. Cabe recalcar que, los ingresos económicos que percibe esta área de conservación está distribuida en un 40% para el mantenimiento del ACP Chaparrí, el 60% para la comunidad distribuyéndose en: 20 % para Educación, 20% para salud, 15 % apoyo social y 5% para gastos administrativos, beneficiando a los sectores de Tierras Blancas, Juana Ríos, El Mirador, Piedra Parada, Las Colmenas y verazal, pertenecientes a la Comunidad Muchik Santa Catalina de Chongoyape.

## Zaña
Se ubica a 46 km al sudeste de Chiclayo, a la vera del río Saña. Fue fundada por disposición del Virrey Diego López de Zúñiga, en octubre de 1563, con el nombre de Santiago de Miraflores de Saña. Tiempos en que empieza la construcción de sus templos. Se convertiría en la ciudad más importante del Virreinato del Perú, después de Lima. Opulenta y rica, la ciudad, se dice, fue víctima del castigo divino, por la vida disipada y libertina de sus habitantes.
En 1686 es saqueada por E. Davis y su banda de piratas, dejándola indefensa y a merced de nuevas incursiones. En este estado, los pobladores deciden trasladar a sus familias y pertenencias a la ciudad de Lambayeque, quedándose solo los esclavos y capataces. Saña logró recomponerse, pero el 15 de marzo de 1720 las aguas del río dejaron su cauce y embistieron con gran fuerza la ciudad, arrasando todo lo que estaba a su paso. Luego de esto el éxodo fue completo.
Mudos testigos son los restos de sus conventos: San Francisco, San Juan de Dios, Nuestra Señora de las Mercedes y San Agustín, siendo este último el mejor conservado, su inmensa bóveda sostenida de recios muros de ladrillo, parte del coro alto y la arquería del claustro. Todo el conjunto muestra gran influencia gótica en su arquitectura

## Túcume
A 39 km al sur de Chiclayo, se accede por Carretera Panamericana y se ubica a pocos minutos después del poblado de Mocupe, luego del cruce a Saña. En Tucume existe un interesante mural polícromo, que originalmente decoraba el frontis de una huaca. En el mural de barro se representan doce personajes provistos de tocados de plumas, vestimentas decoradas y alas postizas de la época clásica Lambayeque, siglo VIII.
Debemos visitar también Cayalti que es el nuevo distrito.Recientemente (el año 2008) se descubrió una tumba de la élite mochica a 500 metros del pueblo, perteneciente al Señor de Ucupe, todos los materiales recuperados han sido depositados en el Museo Tumbas Reales de Sipán y vienen siendo restaurados a la espera de la construcción de un nuevo Museo en Tucume.

## Motupe
Se ubica a 79 km al noreste de la ciudad de Chiclayo. Su origen se remonta a 1868, en cuyos años había vivido en Motupe el anacoreta Juan Agustín de Abad, quien reveló que existía una cruz que debían buscar después de su muerte.
El anuncio de un cataclismo motivó a los motupanos a buscar la cruz. Tratando de encontrar la gruta demoraron cinco días para conseguir su objetivo. El 5 de agosto la hallaron en la gruta natural descrita por el anacoreta.
Allí había varias hojas de un libro, sueltas y salpicadas de sangre, un camastro de paja y ramas y una piedra blanca a manera de almohada. Uno de los papeles estaba escrito con sangre. El mensaje recomendaba que bajaran la cruz, se celebrase una misa y regresarla a su sitio. Así el anunciado cataclismo no se produjo.
El fervor del pueblo se revive cada año en la primera semana de agosto, con la tradicional fiesta de la Cruz de Motupe o Cruz de Chalpón. Fieles de la región y del interior del país se congregan para rendir homenaje y veneración, con novenario, misas y procesión, en un marco de alegría y de feria. Aquí también se encuentra el famoso Apurlec.

## Olmos
Está ubicado a 104 km al noreste de Chiclayo, es en los alrededores de este Distrito, en sus extensos algarrobales, donde anida la pava Aliblanca, Ave oriunda del bosque seco de Lambayeque, hace dos décadas considerada desaparecida, es una especie que presenta plumaje color negro y las puntas de sus alas son blancas. Macho y hembra son iguales y buscan de volar en parejas.
En estado silvestre se alimentan de los frutos del algarrobo, faique, higuerón, y otras especies propias del bosque, además se alimentan del overo, sheguicho y otras hierbas y brotes.
Podremos apreciar este ejemplar a pocos minutos, al norte de Olmos, en el Zoocriadero Barbara D'Achile. Con una extensión de 6 ha, este centro científico cuenta con un área destinada a la exhibición de diversas especies de aves amenazadas de extinción. Además se está construyendo un auditorio para charlas y presentaciones para los visitantes, así como un circuito auto guiado de interpretación ambiental. 
En este distrito se celebra el festival del Limón.
Aquí también se encuentran los famosos Petroglifos Liches. Conformados por un conjunto de 50 restos con dibujos antropomorfos, zoomorfos e ideográficos.

## Chongoyape
Cerro Mulato y Malquigl, aquí se pueden apreciar los más importantes petroglifos del departamento. Son dibujos en piedra realizados por los primeros peruanos, hace miles de años, y que reproducen escenas de la naturaleza.
Esta ciudad cuenta con importantes obras de irrigación como la Bocatoma Racarrumy, etc.; aquí también encontramos el Reservorio de Tinajones, un permanente atractivo para los turistas. Su paisaje y fauna guarda todo el encanto de la costa.

## Salas, Jayanca y Pacora
Pueblos donde según la tradición folclórica se distinguen por practicar la brujería y hechicería. Las historias de brujos, curanderos y adivinadores han sido asociadas con los antiguos países europeos, pero siempre como una historia. 
Es interesante visitar a los "brujos" en sus consultorios y comprar, con fe, un bálsamo de amor, o ir al "huesero" chiclayano para que le "enderecen" la columna. Existe aquí una importante medicina folclórica que a base de hierbas, infusiones, humos, lavados y aguas termales curan verdaderamente los males.

## Pacora
El distrito de Pacora se encuentra ubicado en las coordenadas geográficas 6° 26′ latitud sur 79° 51′ longitud oeste. Margen izquierdo del Río La Leche, a 43 m s. n. m. (metros sobre el nivel del mar). Región Costa o Chala y se tiene acceso a esta ciudad por medio de la ex carretera Panamericana Norte, encontrándose a 32 y 42.5 km, al Norte de las Ciudades de Lambayeque y Chiclayo respectivamente.

### Límites
- Por el norte : Jayanca.
- Por el sur : Illimo y la hacienda Sasape.
- Por el este : Batangrande (Pítipo).
- Por el oeste : Despoblado de Olmos.

### Topografía
La zona urbana está incrementándose sobre una superficie plana circundadas por áreas de cultivo y diversas campiñas (zonas rurales), con los que se comunica con caminos de tierra.
En cuanto a su extensión territorial, cuando Simón Bolívar lo elevó a distrito era 121,74 km equivalente a 13,4 % del área del departamento oficial. Actualmente su extensión territorial es de 224,35 km.

### Recursos naturales
Pacora tiene rica flora y fauna, solamente cuando hay ausencia de lluvia atraviesa problema aguda la sequía originándose escasez de pasto natural para nutrir los animales.
El distrito de Pacora, tiene una población de 6,250 habitantes según el censo de 1993, Población Urbana 3.136 y Población Rural 3.114; Mujeres 3.105 y Hombres 3.165 haciendo un total de 6.270 y una extensión de 87,79 km².
La capital de Pacora es la localidad con una población de 6.250 habitantes entre población urbana y rural.
El distrito comprende de once (11) caseríos que son:
Las Juntas, San Isidro, Santa Isabel, Señor de Luren, Los Bances, casa Embarrada, Pueblo Viejo, Matriz Comunidad, Huaca Rivera, Cerro Escute y Puente Machuca.
Todos los caseríos tienen por capital el mismo nombre en que refiere a la actividad propiamente dicho, en la capital del distrito existen locales políticos de los partidos y agrupaciones reconocidas legalmente en el Perú.
- Fuente:Municipalidad Distrital de Pacora, Lambayeque-Perú

### Playas
Desde Etén hasta Pimentel hay 14 km de atractivas playas.

### Alcalde
- Jaime Urbina Urbina

## Pimentel
A 14 km al oeste de Chiclayo, balneario moderno y atractivo, aún conserva su tradicional muelle, ofrece grandes posibilidades para la práctica de actividades deportivas como el surfing o la tabla hawaiana. Se puede observar técnicas ancestrales de pesca en Caballitos de Totora (Embarcación artesanal de origen Mochica en las cuales los indígenas montaban sobre ellas con los pies en el mar.)
Fue creado por el Congreso Regional del Norte, fue ratificada su creación por el Parlamento Nacional y a Ley 4155 que legisla su creación fue promulgada el 18 de octubre de 1920. 
Su territorio mide 60.70 km², según el censo de 1981 su población fue de 14.456 habitantes, las densidad fue de 238.15 habitantes por km².
Limita por el norte con San José y Chiclayo, por e Sur con Monsefú y Santa Rosa, por el este con Chiclayo y por el oeste con el Océano Pacífico 
Su capital es el Puerto de Pimentel, a 12 km al oeste de Chiclayo y a 3 m s. n. m. en 1920 fue elevado a la categoría de Puerto Mayor, logrando un gran auge con la construcción del ferrocarril a Chiclayo y los complejos azucareros, así como del muelle desembarcadero, de propiedad de Cía. Ferrocarril y Muelle Pimentel; las consecuencias lógicas de tiempo, el uso, la acción de la naturaleza, y el abandono de los capitalistas dueños de las instalaciones han determinado que se levante la línea férrea y que el puerto quede fuera de uso con grave perjuicio para cientos de trabajadores portuarios.

## Eten
A 22,4 km de Chiclayo, conocido por sus tejidos de paja.
Además cuenta con una hermosa playa, en la cual aún se puede apreciar parte de lo que fuera la estructura de uno de los importantes muelles del Norte. Se cuenta de la aparición del Niño Jesús en la custodia del Templo de Eten en 1649.

## La Caleta de Santa Rosa
Caleta de pescadores donde, según la leyenda, emergió el dios Naylamp, Alberga botes pesqueros pintorescos.

## Caleta de San José
Frente a las islas Lobos de Tierra y Lobos de Afuera, se presta para la pesca de aguas profundas.
Caleta en la cual, según la leyenda, emergió una gran flota de balsas comandadas por el caudillo Naymlap.

## Ex cooperativas agrarias productivas
(Ahora Empresas Agroindustriales)
En las cercanías de Chiclayo hay grandes y antiguas haciendas que fueron sometidas a la reforma agraria, tales como Tumán, Pomalca, Pucala (Patapo, Posope alto), y Cayaltí, productoras de azúcar de caña y de ron.

## Reservorio de Boró
El sitio arqueológico de Ventarrón es un templo de 4500 años de antigüedad que cuenta con pinturas murales, situado al norte del Perú.
En los años 80, el arqueólogo peruano Walter Alva había encabezado el descubrimiento de la tumba del Señor de Sipán y las de otros personajes notables en la zona de la cultura moche, mucho más tardía que la de Ventarrón, pero que, como ella, se radicaría en Lambayeque. En la tumba real se habían hallado resto de varias generaciones de una época situable hacia el 300 d. C. (hace unos 1700 años).1
El complejo de Ventarrón fue hallado por un equipo, dirigido también por Alva, mediante excavaciones en el 2007 en la región de Lambayeque (Perú), a 760 km de Lima y a unos 19 de Sipán, centro religioso y político de la cultura moche tardía, que floreció entre el año 1 y el 700 d. C. (de 2.000 a 1.300 años atrás).2
Los investigadores llamaron Ventarrón a la estructura del templo. Situado en un valle, el complejo abarca cerca de 2500 metros cuadrados.3 Según la datación con carbono-14, el templo y los murales son aproximadamente del año 2000 a. C., y se cree que son los más antiguos descubiertos en las Américas. Un mural sobre dos paredes representa a un venado atrapado en una red. Otro tiene un diseño abstracto en rojo y blanco.1 El templo fue construido con ladrillos hechos con los sedimentos del río en lugar de la piedra o el adobe tradicionales en la zona. La construcción es única en la costa norte. Contiene una escalera que lleva a un altar de fuego.
En palabras del propio Walter Alva, "lo que es sorprendente son los métodos de construcción, el diseño arquitectónico y, sobre todo, la existencia de murales que podrían ser los más antiguos de las Américas. El descubrimiento de este templo aporta indicios que sugieren que la región de Lambayeque era una de las zonas del rico intercambio cultural entre la costa del Pacífico y el resto del Perú".2
Se hallaron lo que pudieron ser ofrendas ceremoniales, como el esqueleto de un loro y el de un mono que presumiblemente procederían de regiones de la selva del Perú, y conchas típicas de la costa de Ecuador. Estos restos indican la amplitud de la zona de intercambio.
Alva y su equipo trabajaron tres meses en la excavación. Señalaron que el grupo humano que había construido en su día el templo lo había enterrado después al concluir su empleo.3 Ese enterramiento hizo posible su conservación durante miles de años. La gente de la zona había excavado para obtener piedras con las que construir sus viviendas, y gran parte de esa región había sido saqueada en 1990 y en 1992, pero no había sido hallado el templo.1